# Латиш Микола Іванович
Микола Іванович Латиш (*2 червня 1955, Олександрія, Кіровоградська область, Українська РСР) — український і радянський футболіст , нападник, півзахисник та тренер. Майстер спорту з 1978.
Вихованець — ДЮСК «Кристал» і юнацької команди «Трудові резерви» Олександрія. Перший тренер — А. І. Кудря. У 1973 — першій половині 1976 виступав за команду другої ліги «Зірка» з міста Кіровоград. Перед осіннім чемпіонатом 1976 перейшов в донецький «Шахтар», у складі якого в 1978 році завоював бронзові медалі і був включений в список 33 найкращих футболістів сезону в СРСР під № 3. Наступні 5 сезонів провів у московському «Динамо», з якого на початку 1984 повернувся в «Зірку». У 1986 році зіграв 5 матчів за московський «Спартак», до середини 1987 знову грав у «Зірці», потім півтори роки провів у тульському «Арсеналі». У 1989—1990 був граючим тренером Майкопської «Дружби».

## Кар'єра тренера
- «Зірка» Кіровоград: жовтень 1990 — квітень 1991, головний тренер.
- «Динамо» Москва: квітень 1991—1994, тренер.
- «Спартак»/«Спартак-Аланія»/«Аланія» Владикавказ: 1995—1999, тренер.
- «Динамо» Москва: 2000 — квітень 2001, тренер.
- Молодіжна збірна Росії: травень 2001 — липень 2002, тренер.
- ЦСКА Москва: листопад 2001 — листопад 2003, липень 2004 — 2008, тренер.
- Збірна Росії з футболу: липень 2002 — серпень 2003, лютий — березень 2006, тренер.
- Динамо Київ: з 2009.